# جيرارد جوانست
جيرار جوانست (بالفرنسية: Gérard Jouannest)‏ (2 مايو 1933 - 16 مايو 2018) عازف بيانو وملحن فرنسي.

## روابط خارجية
- جيرارد جوانست على موقع IMDb (الإنجليزية)
- جيرارد جوانست على موقع ميوزك برينز (الإنجليزية)
- جيرارد جوانست على موقع أول ميوزيك (الإنجليزية)
- جيرارد جوانست على موقع ديسكوغز (الإنجليزية)